# St. Gangwolf (Dornstetten)

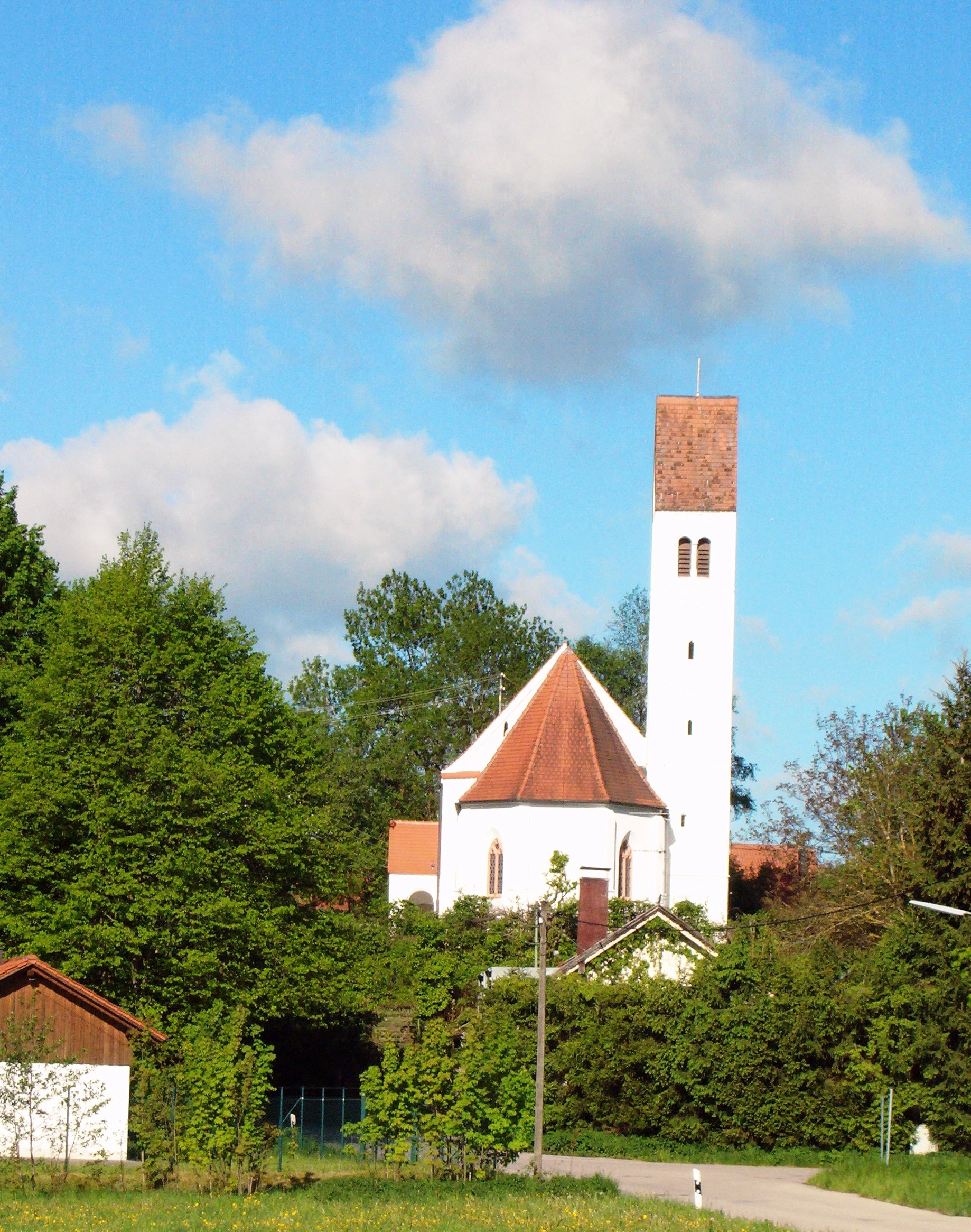
St. Gangolf in Dornstetten

Die römisch-katholische Filialkirche St. Gangolf steht in Dornstetten, einem Gemeindeteil der Gemeinde Unterdießen im oberbayerischen Landkreis Landsberg am Lech. Das Bauwerk ist als Baudenkmal unter der Nr. D-1-81-143-7 eingetragen. Die Kirche gehört zum Dekanat Landsberg des Bistums Augsburg.

## Beschreibung
Die spätgotische Saalkirche wurde 1478 erbaut. Sie besteht aus einem Langhaus, einem eingezogenen, dreiseitig geschlossenen, von Strebepfeilern gestützten Chor im Osten, einem Chorflankenturm an der Nordwand des Chors und einem Vorzeichen an der Südwand des Langhauses. 
Der Innenraum des Langhauses ist mit einer Flachdecke überspannt, der des Chors mit einem Netzgewölbe. Von der ursprünglichen Kirchenausstattung sind nur noch die Skulpturen der Maria, des Evangelisten Johannes, des Magnus von Füssen und des heiligen Gangolf vorhanden, ferner ein Relief mit der Darstellung des Marientodes.